# Ticket (serie)

Schermata di Ticket to Paris su Commodore 64

Ticket o Ticket to... è il nome non ufficiale di una serie di videogiochi educativi prodotta tra il 1986 e il 1988 per i computer Apple II, Apple IIGS, Commodore 64 e PC IBM dall'azienda statunitense Blue Lion Software di Cambridge (poi trasferita a Oklahoma City). Tutti i giochi della serie hanno titoli nella forma Ticket to ... ("Biglietto per ..."), sono ambientati in una capitale o altro luogo di grande interesse turistico e si basano su viaggi e su quiz a risposta multipla, riguardanti storia, cultura e usanze del luogo.

## Videogiochi
La serie è composta dai seguenti titoli, non collegati tra loro:
- Ticket to London (1986), ambientato a Londra;
- Ticket to Paris (1986), ambientato a Parigi;
- Ticket to Spain (1987), ambientato in varie città della Spagna;
- Ticket to Washington, D.C. (1988), ambientato a Washington;
- Ticket to Hollywood (1988), ambientato a Hollywood e incentrato sulla storia del cinema;
- Ticket to the National Parks (entro il 1990), ambientato nei parchi nazionali degli Stati Uniti d'America, titolo semisconosciuto che, a differenza degli altri, sembra essere uscito soltanto per Apple IIGS[8].

### Caratteristiche comuni
Il giocatore gestisce un viaggiatore che, tramite selezione su una mappa, può spostarsi tra diversi luoghi di interesse turistico, illustrati con immagini statiche. Nella maggior parte dei titoli si possono scegliere vari mezzi di trasporto e bisogna tener conto di spese, cibo, energie, scorrere del tempo (con effetto anche sugli orari di apertura dei luoghi), andando anche in banca per cambiare i dollari o in albergo per riposare. In molte situazioni viene proposta da un altro personaggio una serie di domande a risposta multipla, sempre legate all'ambientazione del gioco, con più tentativi a disposizione per ogni domanda. Rispondendo correttamente si guadagnano punti, ridotti se si usano più tentativi. Accumulando punti si ricevono indizi testuali che aiutano a risolvere un enigma finale per vincere la partita. Ci sono diversi enigmi finali possibili. Il progresso dei giocatori viene salvato su disco.
Le conversazioni con gli altri personaggi, incluse le risposte multiple ai quiz, si effettuano scorrendo con la tastiera tra le varie opzioni, mostrate una alla volta; in Ticket to Washington e Hollywood è supportato anche l'uso di un puntatore controllato con il joystick o il mouse. I programmi erano destinati al mercato nordamericano e sono in inglese, ma Ticket to Paris e Spain danno anche la possibilità di conversare con gli altri personaggi rispettivamente in francese e in spagnolo; molte domande riguardano proprio la lingua e i due programmi includono un frasario integrato.
I giochi uscirono su floppy disk; le versioni Apple II richiedono modelli IIe o IIc con 128k di RAM, le versioni Apple IIGS richiedono 512k e il ProDOS 16, le versioni PC e compatibili richiedono almeno 128k, MS-DOS 2.0 e scheda video Hercules o CGA.
Come genere, la serie Ticket venne paragonata ai giochi classici della più nota serie di Carmen Sandiego. Secondo la rivista statunitense per Apple II InCider, i giochi di Ticket erano interessanti sia per gli adulti sia per i bambini e le domande si ripetono raramente. La rivista Compute! giudicò piacevoli e immersivi London e Washington, mentre Family Computing ritenne London alla lunga ripetitivo.

### Ticket to London
In questo titolo si parte da Victoria Station con un personaggio uomo o donna e si possono visitare una ventina di attrazioni turistiche e pubblici esercizi con varie utilità. L'obiettivo finale è indovinare a risposta libera un noto personaggio britannico, prima di esaurire il tempo o i soldi. Gli spostamenti si possono fare a piedi, in metropolitana o in taxi, ciascuno con i suoi tempi e costi; in occasione degli spostamenti si incontra il tassista o un altro londinese che propone i quiz. Quando si sceglie di viaggiare a piedi c'è anche il rischio di pioggia, che senza adeguate protezioni può peggiorare la salute.

### Ticket to Paris
Ci si sposta su una mappa di Parigi analogamente a London, con l'aggiunta di una barra di icone per accedere alle funzioni generali. L'obiettivo finale è ritrovare un cugino perduto. A proporre i quiz si presenta una donna, dopo che si è raggiunta una destinazione e si sono fatte eventuali transazioni e conversazioni. Si può scegliere a inizio partita se conversare in francese, ma i quiz sono comunque in inglese. La cucina è tra gli argomenti di questo titolo, e il tipo di cibo che si sceglie ai pasti influisce sulla salute del personaggio.

### Ticket to Spain
In questo titolo con mappa a scala nazionale si visitano diverse città importanti della Spagna, ognuna a sua volta contenente più luoghi scelti da un elenco testuale. L'obiettivo finale è ritrovare un cimelio di famiglia. Come in Paris c'è l'opzione per la lingua e la barra di icone. Il giocatore impersona uno studente che ha in più l'opzione di telefonare per farsi rifornire di denaro. C'è anche una modalità competitiva con la presenza di un cugino del protagonista che può arrivare prima e accaparrarsi gli indizi.

### Ticket to Washington, D.C.
La mappa di Washington si suddivide in più mappe di diverse aree a scala più ridotta. Da qui si accede con un puntatore a freccia ai vari monumenti e luoghi, dei quali si può avere una descrizione testuale anche senza andarvi. Per i comandi generali ci sono menù a tendina. I quiz vengono posti da una guida all'arrivo a ogni destinazione, con domande sulla storia degli Stati Uniti d'America, più o meno correlate allo specifico luogo in cui ci si trova al momento. L'obiettivo finale è indovinare a risposta libera un famoso statunitense..

### Ticket to Hollywood
Come in Washington, la mappa si divide in più sottomappe e si può comandare il gioco con puntatore e menù a tendina oltre che con i tasti. Oltre a spostarsi nello spazio ci si può spostare nel tempo, cambiando il decennio, tra gli anni '10 e gli anni '80. Cambiano di conseguenza gli edifici di interesse esistenti a Hollywood e l'argomento dei quiz, che riguardano il cinema statunitense del decennio corrente. Non c'è gestione di tempo, denaro e mezzi di trasporto, ma solo una barra dell'energia che cala con gli errori o con i cambi di mappa e decennio e si ricarica con le risposte giuste. L'obiettivo finale è indovinare a risposta libera un divo del cinema. I quiz sono posti da una donna elegante all'arrivo alle destinazioni. Accumulando punteggio si ricevono indizi per incontrare un regista, e rispondendo a sua volta alle domande del regista si ricevono indizi per l'enigma finale..

### Altri
Nel 1987 la Blue Lion pubblicò anche RSVP (sigla di répondez, s'il vous plaît) per gli stessi computer, anch'esso basato su quiz e in parte simile alla serie Ticket, venivano infatti pubblicizzati insieme. RSVP è incentrato sulla conoscenza delle buone maniere, in situazioni sociali e lavorative, anche all'estero, relativamente a varie possibili carriere.
La rivista Amiga Computing nel 1994 nomina tre giochi per Amiga della Fun Learning intitolati Fun Learning Ticket to London, Paris e Spain, ma non si hanno ulteriori informazioni sulla loro eventuale correlazione con gli omonimi della Blue Lion.